# The Port of Doom
The Port of Doom er en amerikansk stumfilm fra 1913 af J. Searle Dawley.

## Medvirkende
- Laura Sawyer som Kate Kirby
- House Peters
- David Wall
- Peter Lang som Fornton
- Hattie Forsythe som Vera Fornton